# Iosif Badiejew
Iosif Isaakowicz Badiejew, wł. Suslik (ros. Ио́сиф Исаа́кович Баде́ев (Суслик), ur. w styczniu 1880 w Orgiejowie, zm. 11 października 1937) – radziecki działacz partyjny.

## Życiorys
Urodzony w rodzinie żydowskiej. W latach 1903–1915 działał w Bundzie, 1917 wstąpił do SDPRR(b), w lipcu 1919 został członkiem Nadzwyczajnego Biura Besarabskiego Komitetu RKP(b), później był jednym z kierowników Orgiejowskiego Podziemnego Komitetu KP(b)U i kierownikiem Wydziału Agitacyjno-Propagandowego Komitetu Okręgowego KP(b)U w Mikołajowie. W 1924 był przewodniczącym Mołdawskiej Sekcji Komitetu Gubernialnego KP(b)U w Odessie, od 15 października do 15 grudnia 1924 sekretarzem odpowiedzialnym Biura Organizacyjnego KP(b)U na Mołdawską ASRR, od października 1924 do kwietnia 1925 członkiem Mołdawskiego Komitetu Rewolucyjnego, a od 15 grudnia 1924 do 27 grudnia 1928 sekretarzem odpowiedzialnym Mołdawskiego Komitetu Obwodowego KP(b)U (I sekretarzem Komunistycznej Partii Mołdawii w Mołdawskiej Autonomicznej Socjalistycznej Republice Radzieckiej). Od 12 grudnia 1925 do 5 czerwca 1930 był członkiem KC KP(b)U, od grudnia 1928 kierownikiem Wydziału Organizacyjnego Komitetu Okręgowego WKP(b) w Kursku, od 1929 funkcjonariuszem partyjnym Ukraińskiej SRR, a od 1932 pracownikiem fabryki traktorów w Charkowie.
11 sierpnia 1937 został aresztowany w Mariupolu i oskarżony o szpiegostwo na rzecz Rumunii, następnie rozstrzelany w ramach wielkiej czystki. Zrehabilitowany w 1957 r.